# Charles E. Lindblom
Charles E. Lindblom (Charles Edward Lindblom; * 21. März 1917 in Stanislaus County, Kalifornien; † 30. Januar 2018 in Santa Fe, New Mexico) war Sterling Professor für Politikwissenschaft und Wirtschaftswissenschaft an der Yale University. Er war zudem Präsident der American Political Science Association (1980/81) und der Association for Comparative Economic Studies sowie Direktor der Institution for Social and Policy Studies von Yale.

## Leben
Lindblom studierte an der Stanford University in Berkeley und an der University of Chicago, wo er 1945 in Volkswirtschaft promovierte. Er war kurzzeitig an der Universität in Minnesota und wechselte dann 1946 nach Yale. 1971 wurde er in die American Academy of Arts and Sciences gewählt.
Lindblom entwickelte das Modell des Muddling Through (1959). Er baut unter anderem auf Arbeiten von Anthony Downs Bürokratietheorie und Herbert A. Simons Modell begrenzter Rationalität auf. Er beschäftigt sich mit Fragen der Entscheidungstheorie und den tatsächlichen Regeln, nach denen Entscheidungen in der Praxis, insbesondere in Politik und Verwaltung, getroffen werden. 20 Jahre später steigerte er dies zum grundsätzlichen Skeptizismus, Politik könne nicht universell planen. Stattdessen müsse sie nur optimal auf immer neue Probleme reagieren.
Er war ein Vertreter des Inkrementalismus.

## Veröffentlichungen (Auswahl)
Aufsätze
- The Science Of „Muddling Through“. In: Public Administration Review. Bd. 19, 1959, doi:10.2307/973677, S. 79–88 (PDF; 1,796 MB)
- Still Muddling, Not Yet Through. In: Public Administration Review. Bd. 39, 1979, doi:10.2307/976178, S. 517–526
- The Market as Prison. In: The Journal of Politics. Band 44, Nr. 2, Mai 1982, ISSN 0022-3816, S. 324–336, doi:10.2307/2130588.

Bücher
- Unions and Capitalism. Yale University Press, 1949
- mit David Braybrooke: A Strategy of Decision: Policy Evaluation As A Social Process. Free Press, 1963
- The Intelligence of Democracy. Decision making through mutual adjustment. Free Press, New York 1965
- The Policy-Making Process. Prentice-Hall, Englewood Cliffs 1968; 2. Aufl. ebd. 1980, ISBN 0-13-686543-7; 3. Aufl. mit Edward J. Woodhouse ebd. 1993, ISBN 0-13-682360-2
- mit Robert A. Dahl: Politics, economics, and welfare. Planning and politico-economic systems resolved into basic social processes. Chicago 1976; Transaction Publ., New Brunswick 1992, ISBN 1-560-00575-0
- Politics and Markets. The World’s Political-Economic Systems. 1977
  - Jenseits von Markt und Staat. Klett-Cotta, Stuttgart 1980, ISBN 3-12-911860-8; Ullstein, Frankfurt/Berlin/Wien 1983, ISBN 3-548-39065-X
- mit David K. Cohen: Usable Knowledge. Social Science and Social Problem Solving (= Yale fastback. Bd. 21). Yale University Press, New Haven 1979, ISBN 0-300-02335-9
- Inquiry and Change: The Troubled Attempt to Understand and Shape Society. Yale University Press, 1990, ISBN 0300056672
- The Market System. What It Is, How It Works, and What to Make of It. Yale University Press, New Haven 2001, ISBN 0-300-09334-9